# Charles Guillaume Vial d’Alais
Charles Guillaume Vial d’Alais (Paray-le-Monial, 12 februari 1749 – aldaar, 19 februari 1819), ridder van Alais, was generaal in het koninkrijk Frankrijk en gouverneur van Frans-Guyana (1791-1793).

## Levensloop

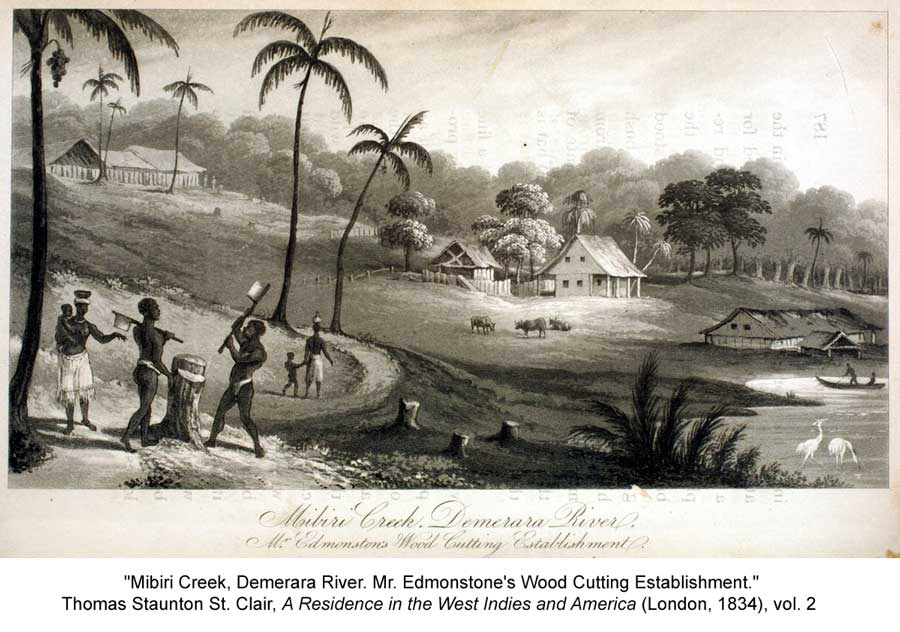
Demerara, rivier in (toentertijd) Hollands Guyana

Vial groeide op in het hertogdom Bourgondië, in het koninkrijk Frankrijk. In 1766 ging hij in dienst van het landleger van de koning, en vanaf 1768 was hij musketier. In 1778 kreeg hij zijn bevordering tot kapitein van de musketiers. Vanaf 1780 was hij werkzaam bij de Marine. Hij werd vereerd met de orde van de heilige Lodewijk. 
Van 1782 tot 1784 vocht hij in Demerary, een Hollandse kolonie in Zuid-Amerika. Hij vocht onder het bevel van graaf Armand de Kersaint. Het was mogelijk een Frans commando te vestigen langs de rivier Demerara. Vandaar ging de Franse verovering naar Essequebo en Berbice, waar zij Engelse troepen verjoegen.
Van 1784 tot 1785 was Vial officier in de kolonie Bourbon, het latere Réunion, met de graad van majoor. 
In 1785 keerde hij terug naar Zuid-Amerika, ditmaal als militair commandant van Cayenne, de hoofdstad van de kolonie Frans-Guyana. In 1791 werd hij bevorderd tot kolonel. Hij maakte de overstap naar het koloniaal bestuur van Frans-Guyana. Kolonel Vial was gouverneur ad interim van 1791 tot 1792; van 1792 tot 1793 bekleedde hij het ambt formeel. In deze laatste periode werd hij bevorderd tot maréchal-de-camp, te vergelijken met brigade-generaal, en erna tot divisiegeneraal. Hij werd vereerd met het Legioen van Eer. Vial verliet het koloniaal bestuur in 1793 en keerde terug, per schip, naar Frankrijk. Onderweg namen de Engelsen hem gevangen, waarna hij in een gevangenis in Engeland belandde. In 1794 kwam hij vrij en keerde terug naar het ministerie van de Marine in Parijs. In 1799 trok hij zich terug uit het openbaar leven. Hij stierf in zijn geboortestad in 1819.